# Palme du martyre

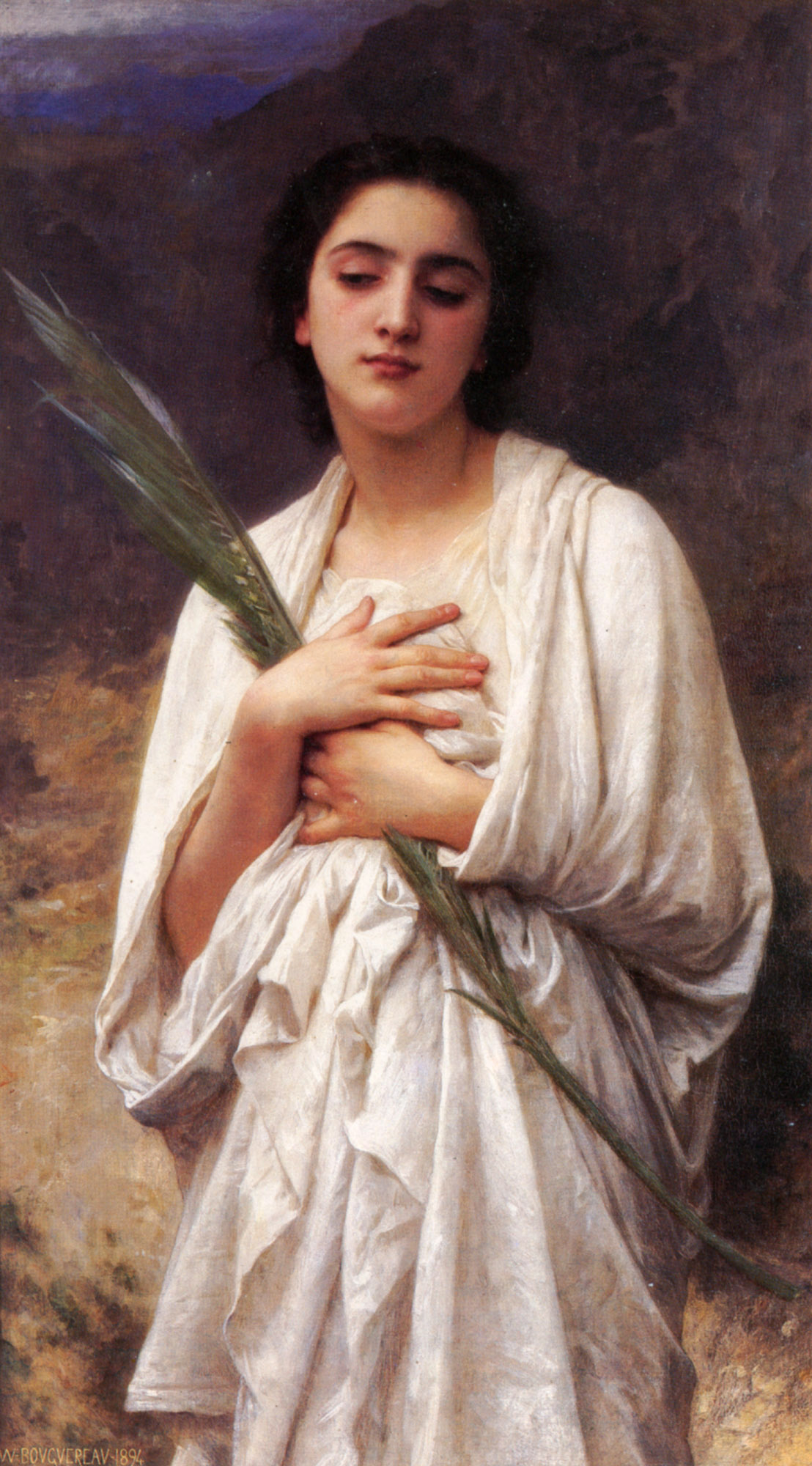
William-Adolphe Bouguereau, La Feuille de palme.

Dans l'iconographie chrétienne, la palme du martyre est l'attribut des saints ayant subi le martyre. Il s'agit d'une feuille de palmier placée dans la main d'un portrait ou d'une statue du martyr. Avec la couronne triomphale, elle symbolise la victoire des « athlètes » du Christ sur la mort grâce à la résurrection que le martyre garantit.
Cette tradition renvoie à la feuille de palmier portée par les apôtres lors de l'entrée de Jésus à Jérusalem.
Dans la liturgie catholique, cet épisode est commémoré lors du dimanche des Rameaux, parfois nommé « dimanche des Palmes ».
Par extension, l'habitude a été prise de placer des feuilles de palme sur divers monuments commémoratifs, notamment sur de nombreux monuments aux morts en France.